# Wescam

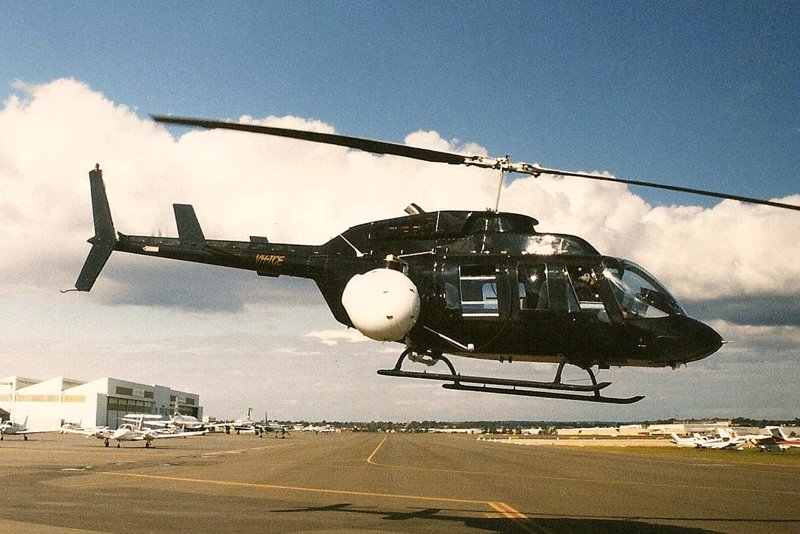
Sistema Wescam

Wescam és un suport antivibratori per a helicòpters que manté estable una càmera gràcies a un sistema de control giroscopi, muntat en una esfera al exterior de l'aparell. Es controla a distància des del interior del helicòpter amb l'ajuda d'un monitor.Un dels usos que té aquest sistema és per projectes cinematogràfics i audiovisuals.
Una de les principals empreses que utilitza aquest sistema és L3Harris Wescam, també anomenat L3Harris WESCAM; és una empresa canadenca especialitzada en la producció de sistemes d'imatge EO-IR amb giroestabilizat. El nom de la companyia, s'ha convertit en un sinònim de càmeres d'aquest tipus, encara que diferents organitzacions de tot el món fabriquen sistemes similars.

## Història
El 1959, la divisió militar de Westinghouse Canadà va desenvolupar un suport de càmera estabilizat pel Canadian Defense Research Establishment. El producte es va dir WESSCAM.
El 1974, l'inventor de WESSCAM, Nox Leavitt, va comprar l'equip de laboratori i les patents de Westinghouse i va fundar Istec Limited, Isolation Stabilization Technologies. La empresa tenia 17 empleats i va generar aproximadament un milió en ingressos. Va experimentar una expansió substancial a través del creixement intern i adquisicions estratègiques. Això va portar tecnologies complementàries a la companyia i va ampliar la capacitat intel·lectual i participació al mercat.
El 1994, Istec. va canviar el seu nom a Wescam i el 1995 Wescam es va fer pública a la Borsa de Valors de Toronto.
El 2002, L3 Technologies va adquirir Wescam. Com a part de L3 Technologies, Wescam va ampliar la seva presència als Estats Units i també va augmentar la seva base de productes i ofertes en serveis als clients.
El juny de 2019, L3 Wescam es va convertir en L3Harris Wescam quan la seva empresa matriu, L3 Technologies, es va fusionar amb Harris Corporation.